# Dubin (gromada)
Dubin – dawna gromada, czyli najmniejsza jednostka podziału terytorialnego Polskiej Rzeczypospolitej Ludowej w latach 1954–1972.
Gromady, z gromadzkimi radami narodowymi (GRN) jako organami władzy najniższego stopnia na wsi, funkcjonowały od reformy reorganizującej administrację wiejską przeprowadzonej jesienią 1954 do momentu ich zniesienia z dniem 1 stycznia 1973, tym samym wypierając organizację gminną w latach 1954–1972.
Gromadę Dubin z siedzibą GRN w Dubinie utworzono – jako jedną z 8759 gromad na obszarze Polski – w powiecie rawickim w woj. poznańskim, na mocy uchwały nr 34/54 WRN w Poznaniu z dnia 5 października 1954. W skład jednostki weszły obszary dotychczasowych gromad Domaradzice i Dubin oraz parcele o łącznym obszarze 519,67,97 ha z karty 2 obrębu Wielkibór Nr 188 z dotychczasowej gromady Janowo ze zniesionej gminy Jutrosin w tymże powiecie. Dla gromady ustalono 14 członków gromadzkiej rady narodowej.
29 lutego 1956 z gromady Dubin wyłączono miejscowość Żbiki, włączając ją do gromady Szkaradowo w tymże powiecie.
Gromadę zniesiono 1 stycznia 1959, a jej obszar włączono do gromady Jutrosin w tymże powiecie.